# Корнелий Луп
Корнелий Луп (на латински: Cornelius Lupus; † 47 г.) e политик и сенатор на Римската империя през 1 век.
По времето на император Тиберий той е проконсул, управител на римската провинция Крета и Кирена (Creta et Cyrene). От септември до октомври 42 г. Корнелий Луп е суфектконсул след император Клавдий и Гай Цестий Гал заедно с консула Гай Цецина Ларг.
Той е приятел с Клавдий. Въпреки това Клавдий нарежда след обвиненията на Публий Суилий Руф неговата екзекуция.